# 耶律抹只
耶律抹只（?—?），字留隱，辽代军人，仲父隋國王耶律释魯之後。

## 经历
早年以皇族入侍。辽景宗即位后封為林牙，以幹給稱。保寧年間，任樞密副使。乾亨元年（979年）春，宋朝攻北汉河東，辽南府宰相耶律沙為都統救援北汉，抹只任监軍。在白馬嶺大敗，僅以身免。北漢滅亡後，宋乘胜追击，攻燕雲十六州，耶律抹只率领奚族兵与耶律休哥联合擊敗宋軍。辽帝为其将功补过。这年冬天，跟随都統韓匡嗣伐宋，戰於滿城，失败，諸軍奔潰；只有抹只部伍不亂，体面而歸。朝廷进行表扬，封南海軍節度使。乾亨二年，拜樞密副使。統和初年，為東京留守。宋將曹彬、米信等进犯，抹只引兵至辽南京备战。及車駕臨幸，抹只與耶律休哥在涿县之東击败宋军，遷開遠軍節度使。抹只曾经上表，把税收斗粟折錢五改为折錢六。統和末年去世。

## 延伸阅读
[在维基数据编辑]
 《遼史·卷84》，出自脱脱《遼史》